# 2002 год в истории метрополитена
В этой статье перечисляются основные  события из истории метрополитенов в 2002 году. Полужирным шрифтом выделены открытия новых транспортных систем.

## События
- 5 февраля — взрыв на станции «Белорусская-Кольцевая», в результате которого пострадали 9 человек.
- 15 марта — открыт Реннский метрополитен.
- 16 июня — ввод в эксплуатацию участка Hauptbahnhof — Kaiserslauterner Straße Дюссельдорфского метрополитена.
- 12—16 августа — в результате наводнения затоплены 19 из 51 станций Пражского метрополитена. Прекратилось сквозное движение по всем трём линиям (на линии «B» на некоторое время — полностью), а также пересадки между ними.
- 19 августа — открыт метрополитен Бурсы, Турция.
- 9 сентября — открыта 13-я станция Нижегородского метрополитена «Буревестник».
- 19 октября — открыт Копенгагенский метрополитен.
- 10 декабря — открыта 20-я станция Бакинского метрополитена «Ази Асланов».
- 14 декабря — после реконструкции повторно открыта станция Московского метрополитена «Воробьёвы горы».
- 25 декабря — открыт метрополитен Дели.
- 26 декабря — открыта 164-я станция Московского метрополитена «Бульвар Дмитрия Донского».
- 27 декабря — открыта 8-я станция Самарского метрополитена «Московская».
- 30 декабря — открыта 7-я станция Екатеринбургского метрополитена «Геологическая».